# عبد الحميد شائف الشائف
عبد الحميد شائف محمد عبده عسكري وشاعر متصوف يمني. ولد عام 1947 في قرية الحريم في مديرية حيفان محافظة تعز. درس القرآن في قريته، ثم انتقل إلى عدن ليلتحق بأحد المدارس هناك. شارك في النضال ضد الإستعمار البريطاني في جنوب اليمن. التحق بالكلية الحربية في صنعاء وتخرج منها في 1956. وهو عضو في اتحاد الأدباء والكتاب اليمنيين. له العديد من الإصدارات الأدبية إلى جانب دراسات وبحوث في علم التصوف وعلم النفس. له مشاركات في كتابة القصيدة الغنائية.

## أعماله
- ى رسالة التوبة في الطريق إلى الله.
- الكف والفراسة والحاسة السادسة.
- هامولا كيف ماشبكيش (ديوان شعر عامي، صدر 2004).
- الفيض (شعر صوفي).
- البحر (ديوان شعر).
- صبر أيوب (ديوان شعر غنائي).